# Per Oscarsson
Per Oscarsson (n. 28 ianuarie 1927 — d. 31 decembre 2010) a fost un actor, scenarist și regizor suedez.

## Filmografie
- Örnungar (1944) (uncredited)
- Den allvarsamma leken (1945) (uncredited)
- Kristin Commands (1946)
- Youths in Danger (1946)
- The Most Beautiful on the Earth (1947)
- Son of the Sea (Storm Warning) (1949)
- Vi flyger på Rio (1949)
- Leva på 'Hoppet' (1951)
- Möte med livet (1952)
- Defiance (1952)
- Barabbas (1953)
- Vi tre debutera (We Three Debutantes) (1953)
- Karin Månsdotter (1954)
- Wild Birds (1955)
- Kärlek på turné (Ingen så tokig som jag) (1955)
- Fröken April (Miss April) (1958)
- Ljuvlig är sommarnatten (1961)
- Ticket to Paradise (1962)
- Vaxdockan (The Doll) (1962)
- Det är hos mig han har varit (1963)
- Adam och Eva (Adam and Eve) (1963)
- Någon av er (1963)
- Är du inte riktigt klok? (1964)
- Bödeln (1965)
- Asmodeus (1966)
- Syskonbädd 1782 (My Sister My Love) (1966)
- Doktor Knock (1966)
- Hunger (1966)
- Myten (1966)
- Patrasket (1966)
- Noon Wine (1966)
- Here's Your Life (1966)
- Trettondagsafton (1967)
- Drottningens juvelsmycke (TV mini-series) (1967)
- De Löjliga preciöserna (1967)
- Ghosts (1967)
- Who Saw Him Die? (1968)
- A Dandy in Aspic (1968)
- Doctor Glas (1968)
- Vindingevals (1968)
- An-Magritt (1969)
- Oss emellan (Between Us, Close to the Wind) (1969)
- Miss and Mrs Sweden (1969)
- La Madriguera (Honeycomb) (1969)
- Love Is War (1970)
- The Last Valley (1970)
- The Night Visitor (1971)
- The New Land (1972)
- Endless Night (1972)
- Ebon Lundin (1973)
- Inferno (as August Strindberg) (1973)
- The Blockhouse (1973)
- Traumstadt (Dream Town, Dream City) (1973)
- The Blue Hotel (1973)
- Gangsterfilmen (A Stranger Came by Train) (1974)
- The Metamorphosis (1976)
- Victor Frankenstein (Terror of Frankenstein) (1976)
- Dagny (as August Strindberg) (1977)
- Uppdraget (The Assignment) (1977)
- The Brothers Lionheart (1977)
- The Adventures of Picasso (1978)
- Chez nous (1978)
- Kristoffers hus (Christopher's House) (1979)
- Charlotte Löwensköld (1979)
- Hello Sweden (1979)
- Tvingad att leva (1980)
- Attentatet (Outrage) (1980)
- Sverige åt svenskarna (Battle of Sweden, Sweden for the Swedes) (1980)
- Hans Christian och sällskapet (1981)
- Montenegro (1981)
- The Sleep of Death (The Inn of the Flying Dragon) (1981)
- Kallocain (TV mini-series) (1981)
- Göta kanal eller Vem drog ur proppen? (1981)
- Historien om lilla och stora kanin (voice) (1982)
- Polisen som vägrade svara (TV mini-series) (1982)
- Master Olof (TV mini-series) (1983)
- Henrietta (1983)
- Vargen (1984)
- Polisen som vägrade ge upp (TV mini-series) (1984)
- Ronia, the Robber's Daughter (1984)
- Da Capo (1985)
- Flykten (TV mini-series) (1986)
- Hud (1986)
- Nattseilere (1986)
- Bödeln och skökan (1986)
- Ondskans år (1987)
- Nattseilere (TV mini-series) (1988)
- Oväder (1988)
- Polisen som vägrade ta semester (1988)
- Venus 90 (1988)
- Kråsnålen (TV mini-series) (1988)
- 1939 (1989)
- Kurt Olsson - The Film About My Life as Myself (1990)
- Bulan (1990)
- Fasadklättraren (1991)
- Kejsarn av Portugallien (1992)
- House of Angels (1992)
- Polisen och domarmordet (TV mini-series) (1993)
- Dreaming of Rita (1993)
- Cross My Heart and Hope to Die (1994)
- Kan du vissla Johanna? (1994)
- Polisen och pyromanen (TV mini-series) (1996)
- Harry och Sonja (1996)
- Juloratoriet (Christmas Oratorio) (1996)
- Ogginoggen (1997)
- The Last Viking (1997)
- Rika barn leka bäst (1997)
- Forbudt for børn (1998)
- Germans (Jubilee, the Darkest Hour) (1998)
- Stormen (1998)
- White Water Fury (2000)
- Herr von Hancken (TV mini-series) (2000)
- Anderssons älskarinna (TV mini-series) (2001)
- Send mere slik (Send More Candy) (2001)
- Stora teatern (TV mini-series) (2002)
- Midsommer (Midsummer) (2003)
- Manden bag døren (The Bouncer, The Man Behind the Door) (2003)
- Att sörja Linnea (2004)
- Unge Andersen (Young Andersen) (2005)
- Those Who Whisper (2006)
- The Girl Who Played with Fire (2009)
- The Girl Who Kicked the Hornets' Nest (2009)